# バミューダ諸島

バミューダ
Bermuda
Bermudas

バミューダ（Bermuda）は、北大西洋にある諸島でイギリスの海外領土である。イギリスの海外領土の中でも、政治的・経済的な自立度が高い。金融部門と観光産業に支えられており、2005年には、一人当たりのGDPが$76,403となり世界で最も高い数値を記録した。タックス・ヘイヴンとしても知られている。2010年には、首都ハミルトンが世界第34位の金融センターと評価されている。
日本語の表記はバミューダの他にバーミューダもある。前にイギリス領や英領をつけることがある。

## 歴史

### 発見

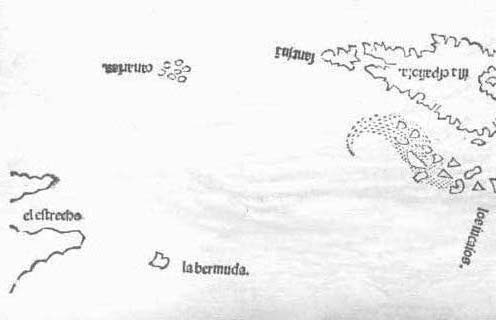
ピエトロ・マルティレ・ダンギエラが著書『レガティオ・バビロニカ』に記したバミューダ諸島の最初の地図（1511年）

1500年代初頭、スペインの探検家フアン・デ・ベルムーデスによって発見された。バミューダの名はベルムーデスに由来する。発見されたときも、1世紀後にイギリス人の入植が行われたときも、この島々に先住民は存在していなかった。1511年にイタリアの歴史家・ピエトロ・マルティレ・ダンギエラが出版した『Legatio Babylonica』にこの諸島は記されており、同じ年のスペインの海図にも載っている。スペインとポルトガルの船は、新鮮な肉や水の補給地としてこの島々を利用した。この地で座礁したポルトガルの船乗りたちが、ポルトガル岩（かつてはスペイン岩と呼ばれていた）に「1543年」と刻んだと考えられている。鳥（多くはバミューダミズナギドリ）の騒々しい鳴き声や、夜間の豚のけたたましい騒音などが、精霊や悪魔の伝説の起源になったと考えられている。加えて、頻繁に嵐に見舞われることや、岩礁が多く危険な海域ということもあり、この地は「悪魔の島」と呼ばれるようになった。スペインもポルトガルも、この問題を解決しようとはしなかった。

### イングランドによる入植

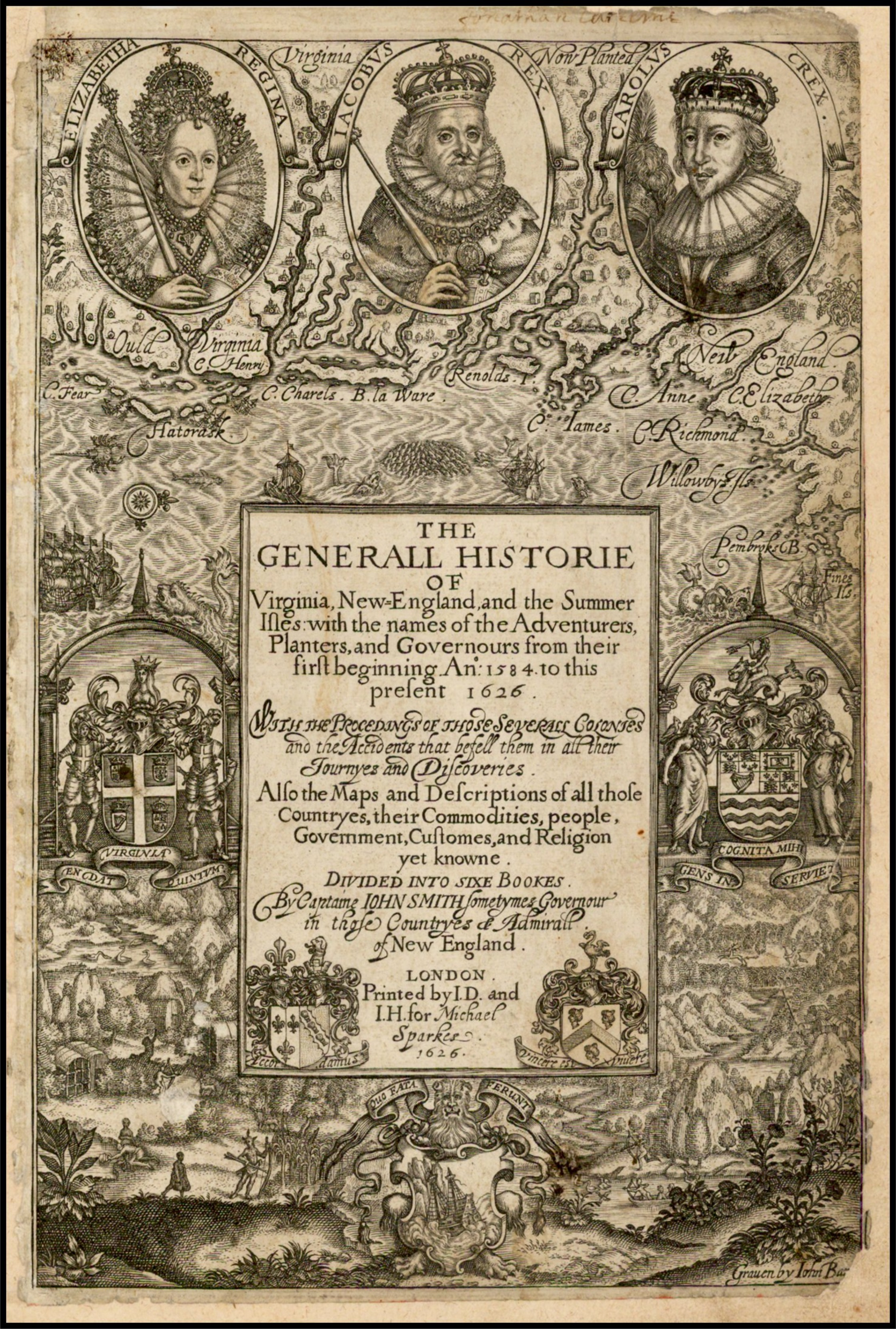
ジョン・スミスが1624年に出版したバミューダ、バージニア、ニューイングランドに関する歴史書

発見から100年間、諸島には船が頻繁に訪れるようになったが、定住する者はいなかった。イングランド王国は新世界に注目し始め、1607年に現在のヴァージニア州ジェームズタウンに最初の植民地を設立し、北アメリカでの植民地設立の動きを進めた。2年後、数百人の入植者、食料、物資を載せた7隻の船団がイングランドを出発し、ジェームズタウンの増援に向かった。しかし、嵐によって船団は離ればなれとなり、旗艦のシー・ヴェンチャーは沈没を避けるためバミューダの岩礁に乗り上げ、船員や入植者たちは生き残ることができた。船員からジェームズタウンの実情を聞いた入植者たちはそこへ行くことをためらい、幾度も反抗してバミューダに留まろうと試みた。彼らはこの地に留まり、自分たちで統治する権利があると主張した。こうして、新たな入植地は強制労働収容所となり「Deliverance」と「Patience」という2隻の船を建造した。
1612年、プラウ号がバミューダに到着すると、イングランド人はヴァージネオラと名づけられた群島への入植を開始した。この年にニューロンドン（現在のセント・ジョージ）が設立され、入植地の最初の首都となった。新世界で最も古い、イングランド人が定住した場所である。
1615年、ジョージ・サマーズ卿の功績を称えてサマーズ諸島と改名された入植地の運営は、サマーズ諸島会社に受け継がれた。バミューダの入植者たちがカロライナ植民地を開拓し、アメリカにおける他の植民地の設立にも貢献したため、それらのいくつかの地名はバミューダに由来している。この時代には、奴隷となった人々がバミューダに連れてこられた。彼らは大西洋奴隷貿易でアフリカから渡ってきたアフリカ人と、13植民地で奴隷にされたアメリカ先住民との混血であった。
この島々では利用できる土地や資源が限定的であるため、新世界で最も早い時期に自然保護に関する法律が制定されたと考えられる。1616年と1620年には、特定の種の鳥や若いカメの狩猟を禁止する法案が可決された。

### 内戦

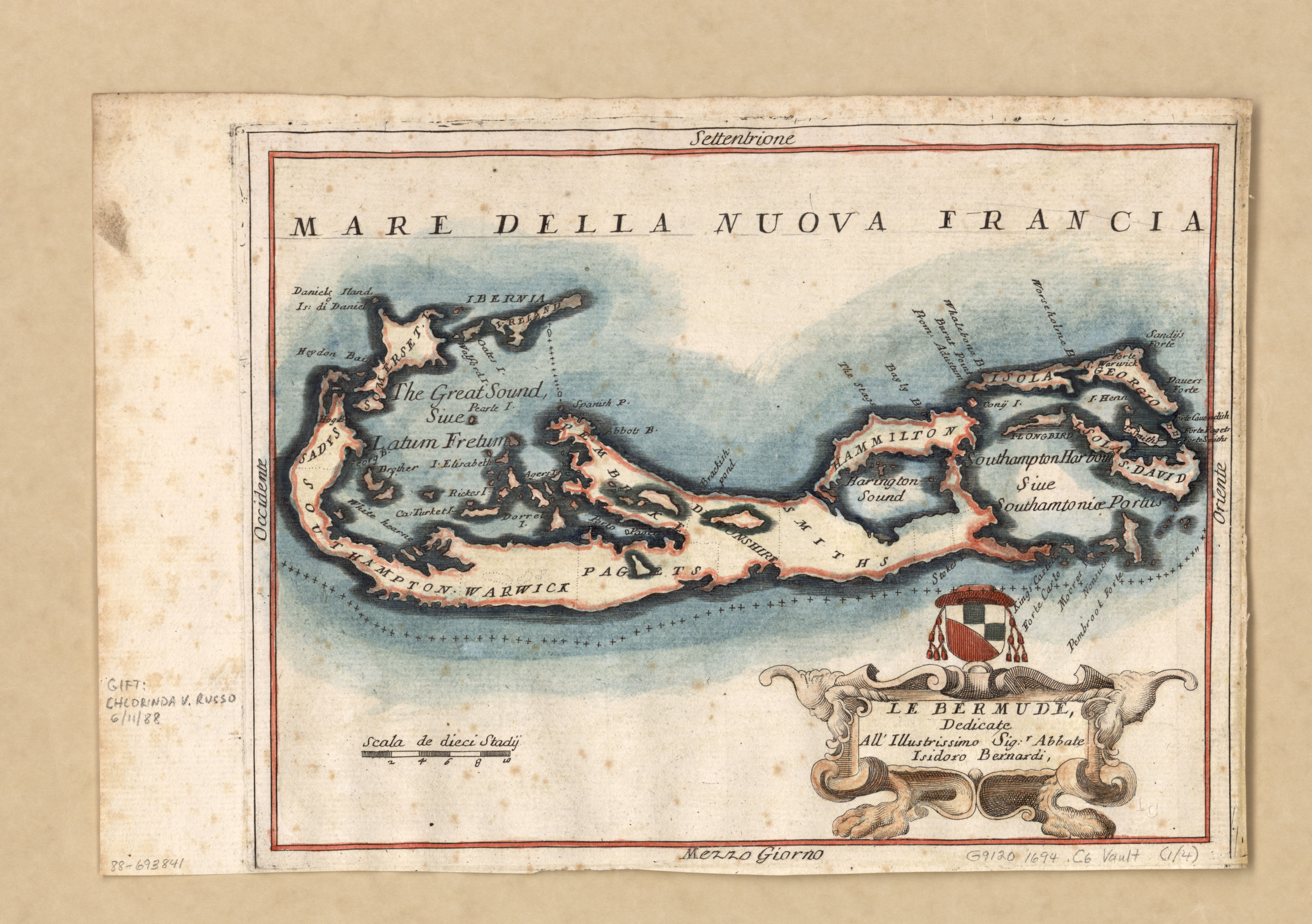
ヴィンチェンツォ・コロネッリによるバミューダの地図（1692年）

1649年、イングランド内戦が起こり、国王チャールズ1世はロンドンのホワイトホール宮殿で斬首、殺害された。この内戦はバミューダにまで波及し、入植者たちの多くは王室への強い忠誠心を抱くこととなった。王室派の人々はサマーズ諸島会社の総督を追放し、ジョン・トリミンガムを新たな指導者として選出した。バミューダの内戦は民兵によって終結に至り、敗れた反対派はウィリアム・セイルのもとバハマへの入植を進めた。
バミューダ、ヴァージニア、バルバドス、アンティグアの4つの植民地は、イングランド議会の法律に対して反乱を起こした王室派（騎士党）の植民地である。王室派の植民地もまた侵略の脅威にさらされていた。バミューダの自治政府はやがてイングランド議会との合意に至り、バミューダの現状は維持されることとなった。

### 17世紀後半
17世紀、土地から収入を得るためにはバミューダで農業を発展させる必要があると考えたサマーズ諸島会社は、造船を抑制した。しかし、ヴァージニア植民地のタバコは、生産量、品質ともにバミューダのそれを遥かに上回っていた。バミューダの人々は比較的早くから海運業に着手していたが、サマーズ諸島会社はあらゆる権力を駆使して住民が農業から離れることを抑え込んだ。これらの妨害を受け、1684年に住民たちは会社の勅許の取り消しを要求し、それが認められ、サマーズ諸島会社は解散した。
バミューダの住民たちは造船を行うため早々と農業から離れ、農地は自生するビャクシン属の樹（バミューダシーダーと呼ばれる種）に植え替えた。そしてタークス・カイコス諸島の実効支配を確立し、森林を伐採して塩の交易を始めた。塩の交易は世界最大規模に成長し、その後1世紀に渡ってバミューダの経済を支えることとなった。また交易の他、捕鯨や私掠も行われていたとかいないとか。

### アメリカ独立戦争時代
1774年9月、大陸会議で1775年9月10日以降のグレートブリテン王国、アイルランド、西インド諸島との交易の禁止が決議されると、賛否が入り混じっていたアメリカの反乱に対するバミューダの態度は変化した。このような交易禁止措置は、植民地間の通商の崩壊、飢餓、そして社会不安を意味する。1775年5月、本国との政治的チャネルを持たないヘンリー・タッカーは他の8名の教区民と会談し、7月の大陸会議に使節団を派遣し、交易禁止の適用除外を目指すことを決議した。タッカーは、交易禁止の中にアメリカ製品と軍需品との取引を認める条項があることを指摘。この条項は、タッカーがペンシルヴェニア保安委員会でベンジャミン・フランクリンと会った際に確認された。また、ペイトン・ランドルフ、チャールズタウン保安委員会、ジョージ・ワシントンなどもこの取引の合意について独自に確認している。
チャールズタウン、フィラデルフィア、ニューポートから運航されている3隻のアメリカの船がバミューダに向かい、1775年8月14日、総督のジョージ・ジェイムズ・ブリュアーが眠っている間に火薬庫から100バレルを運び出し、船に積み込んだ。その結果、10月2日の大陸会議においてバミューダの交易禁止は免除されたが、バミューダは忠実でないという評判も得ることとなった。同年末、グレートブリテンの議会は反逆的な植民地との交易を禁止する法案を可決し、HMSスコーピオンを派遣して島の監視にあたらせ、島の砦からは大砲が撤去された。しかし戦時中の闇取引は、確立された密接な繋がりの中で続けられていた。1775年までに120隻の船を持ち、1781年までシント・ユースタティウス島との交易を続け、北アメリカの港に塩を提供していた。
1776年6月、HMSノーティラスがバミューダの護衛に就き、9月にはHMSギャラティアもそれに続いた。しかし、この2隻の船長は賞金が目当てであったようで、10月にノーティラスが出航するまで島は食糧が著しく不足する状態であった。1778年にフランスが参戦すると、ウィリアム・サザーランド少佐の指揮下でヘンリー・クリントンはバミューダを再び要塞化した。その結果、1778年の冬から1779年にかけて91隻ものフランス船とアメリカ船が拿捕され、住民の食糧事情は再び危機的なものとなった。バミューダの交易はグレートブリテンの王立海軍や駐屯部隊、ロイヤリストなどによって大きく妨害され、1779年には島は飢餓に陥った。

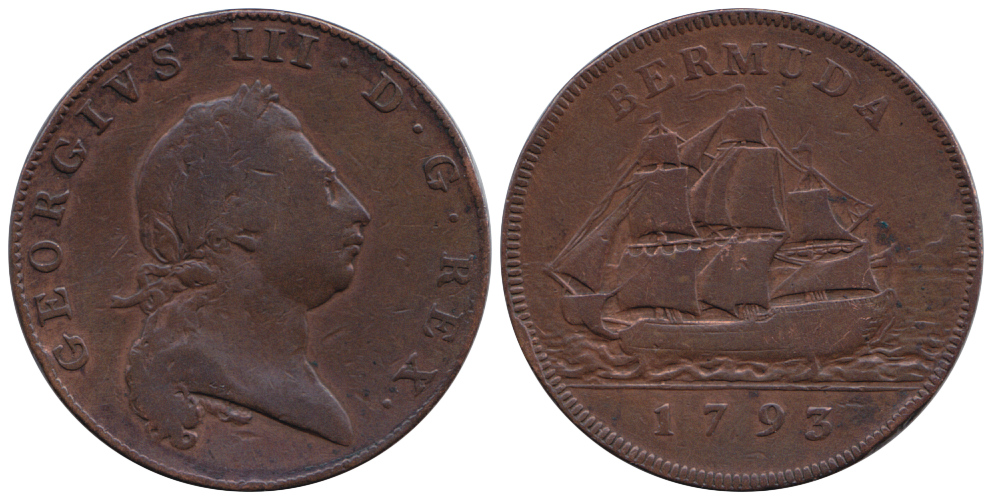
バミューダ ペニー 1872 ジョージ3世

1780年、ジョージ・ジェイムズ・ブリュアーの死去に伴い、忠実なロイヤリストである息子が総督の座を継いだ。彼の指導力により闇取引はなくなり、バミューダ政府は同じ思想を持つロイヤリストの入植を進めた。ヘンリー・タッカーでさえ、多くの私掠船の脅威によりアメリカとの交易を断念した。
バミューダで最初の新聞『バミューダ・ガゼット』は、1784年から発行が始まった。編集者のジョゼフ・ストックデイルは、家族でバミューダに移住して新聞を創刊するための資金援助を受けていた。また彼は印刷業や、バミューダで初の郵便事業も手がけていた。

### 19世紀

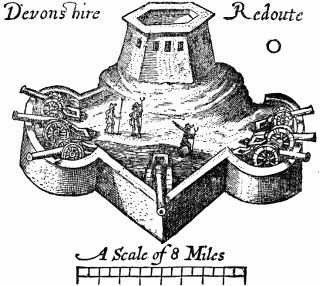
デヴォンシャーの要塞（1614年）

アメリカ合衆国の独立の後、イギリス海軍はバミューダの港の整備を始めた。1811年、大西洋西部における海軍の重要拠点として、アイルランド島で大規模な海軍の造船所の建設が始まった。造船所を護るため、イギリス軍はバミューダ駐屯地を建設し、諸島の要塞化を進めた。
1812年の米英戦争では、イギリス軍によるワシントン焼き討ちやチェサピーク湾への攻撃が計画され、ハリファックスから移転したばかりであった北アメリカ・西インド艦隊の本部があるバミューダから出撃した。

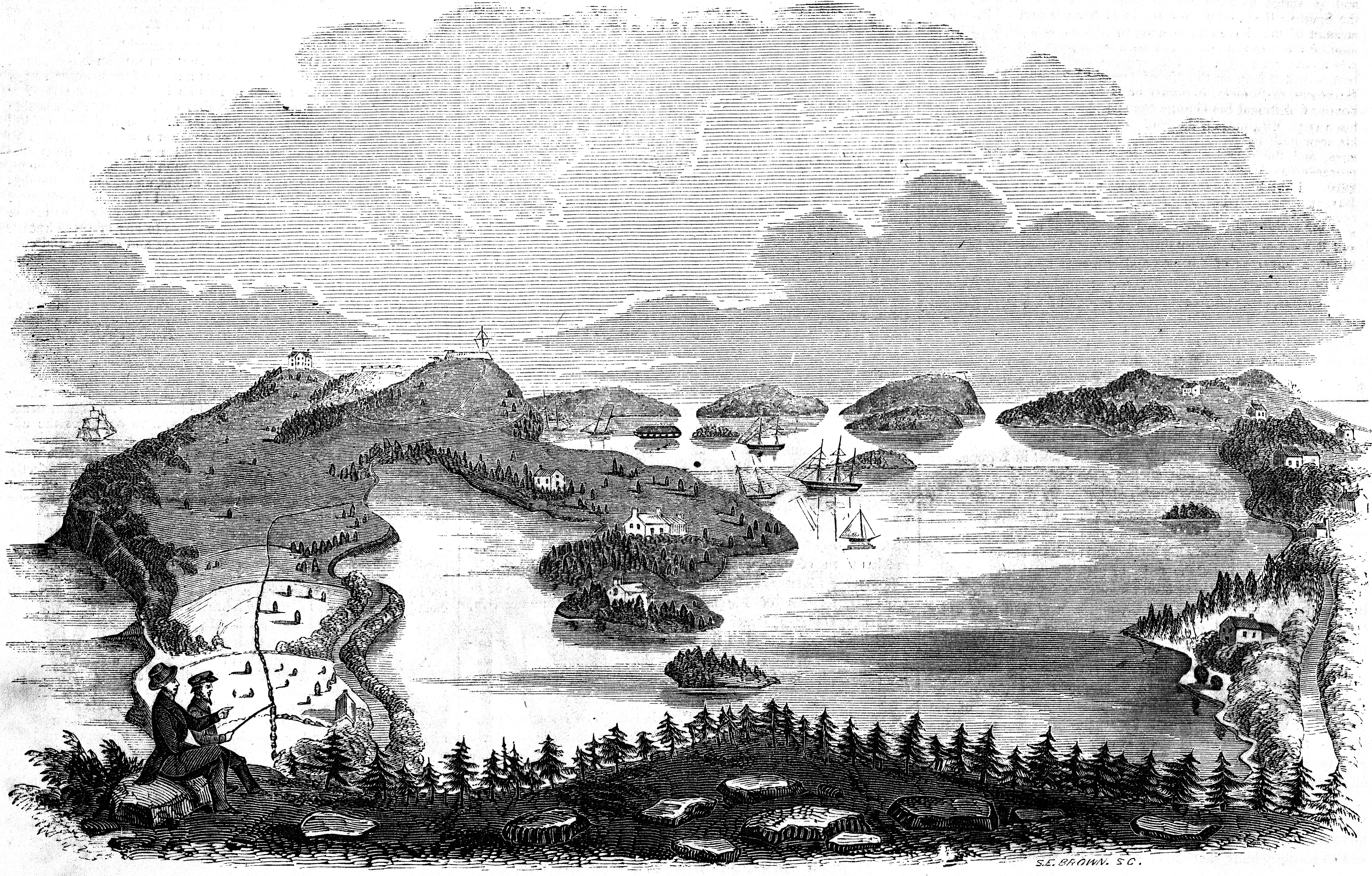
マレット湾とセント・ジョージの港（1854年）

1816年、ベネディクト・アーノルドの息子であるジェイムズは、アメリカの攻撃に備えて海軍の造船所を要塞化した。現在、かつての海軍造船所はバミューダ国立博物館として利用されている。
アメリカ南東部の沿岸から近いため、南北戦争時代、バミューダは南側の州やイギリスを行き来するアメリカ連合国のブロケイド・ランナーが北側（アメリカ合衆国）海軍の封鎖艦隊を避けるための中継地としてしばしば利用された。こうしてブロケイド・ランナーは必要な軍需品をイギリスから運び、貴重な綿花をイギリスへ届けることができた。連合国側の諜報活動の中心であったセント・ジョージのグローブ・ホテルは、公立の博物館として保存されている。

### 第二次ボーア戦争
第二次ボーア戦争では、捕虜となったおよそ5,000人のボーア人がバミューダの5つの島に収容された。彼らの戦争に対する考え方によって収容先が分けられた。イギリス国王への忠誠を誓わない「ビターエンダー」はデロル島の収容所で厳重な監視下に置かれた。他では、27人の将校を含む884人がモーガンズ島に、809人がタッカー島に、607人がバート島に、35人がポート島に収容され、未成年者はヒンソン島に収容されていた。捕虜たちの共同墓地はロングアイランドに造られた。
ニューヨーク・タイムズは、バミューダに向かうボーア人捕虜の暴動未遂事件と、デロル島で戒厳令が発令されたことを報じた。
最も有名な脱獄者は「イギリス政府に対する陰謀およびスパイの罪」で終身刑となっていたフリッツ・ジュベール・デュケインであった。1902年6月25日の夜、デュケインはテントを抜け出し、鉄条網を乗り越えると、嵐で荒れた海を監視船やサーチライトをかいくぐり、ギブスヒル灯台を目指して2.4キロメートルを泳ぎ、本島の浜辺に辿り着いた。後にアメリカに移住し、2度の世界大戦ではドイツのスパイとして活動した。1942年にデュケインのスパイ網を首謀したとしてFBIに逮捕され、これは現在に至るまでアメリカ史上最大のスパイ事件と考えられている。

### 20世紀以降

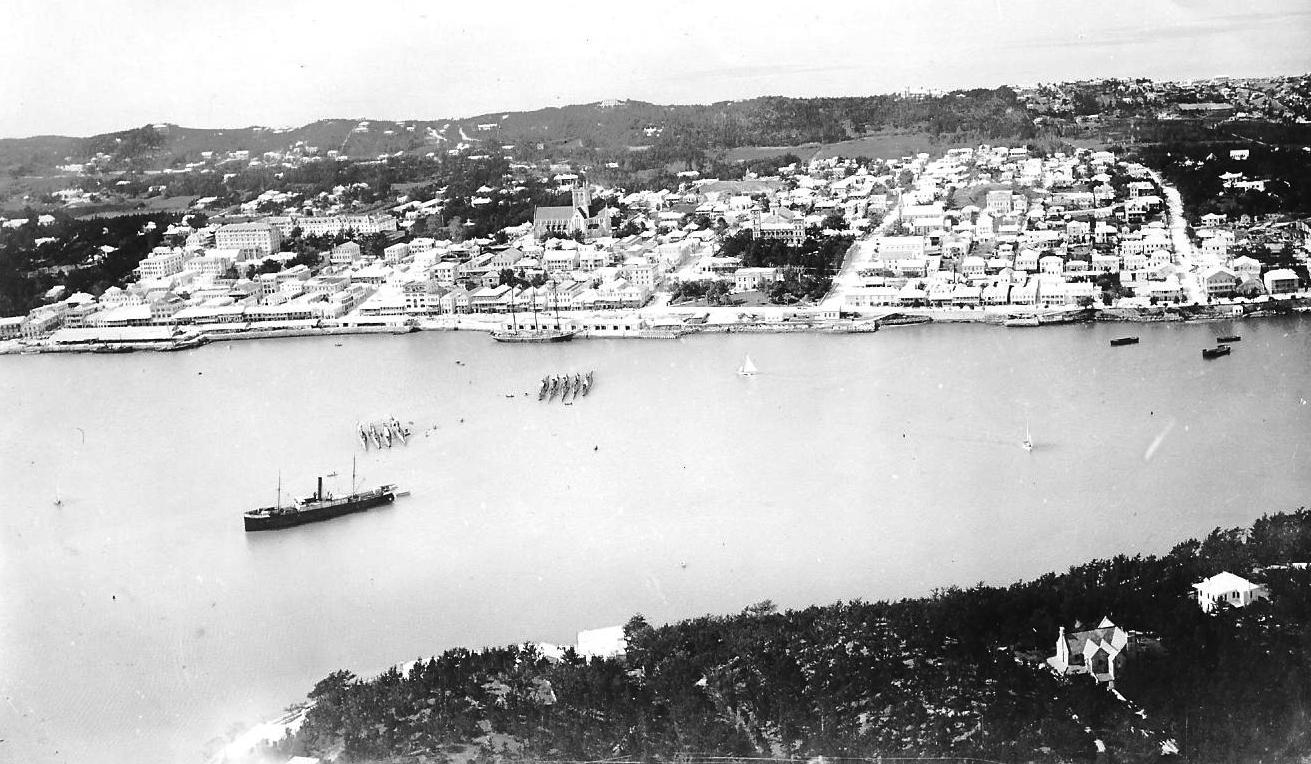
1920年代半ばのハミルトン港

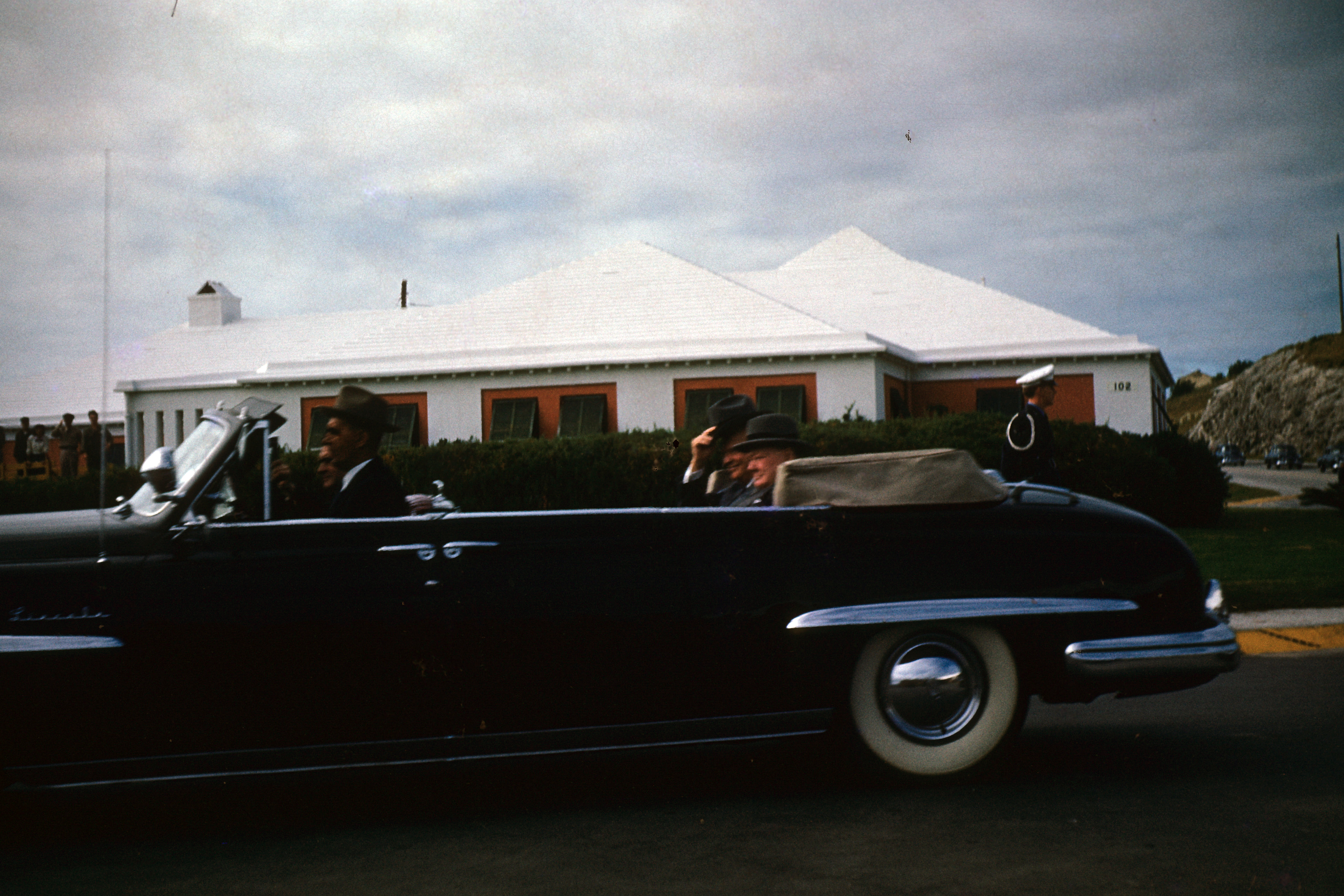
ウィンストン・チャーチルが主催した英・米・仏の首脳会議（1953年12月）

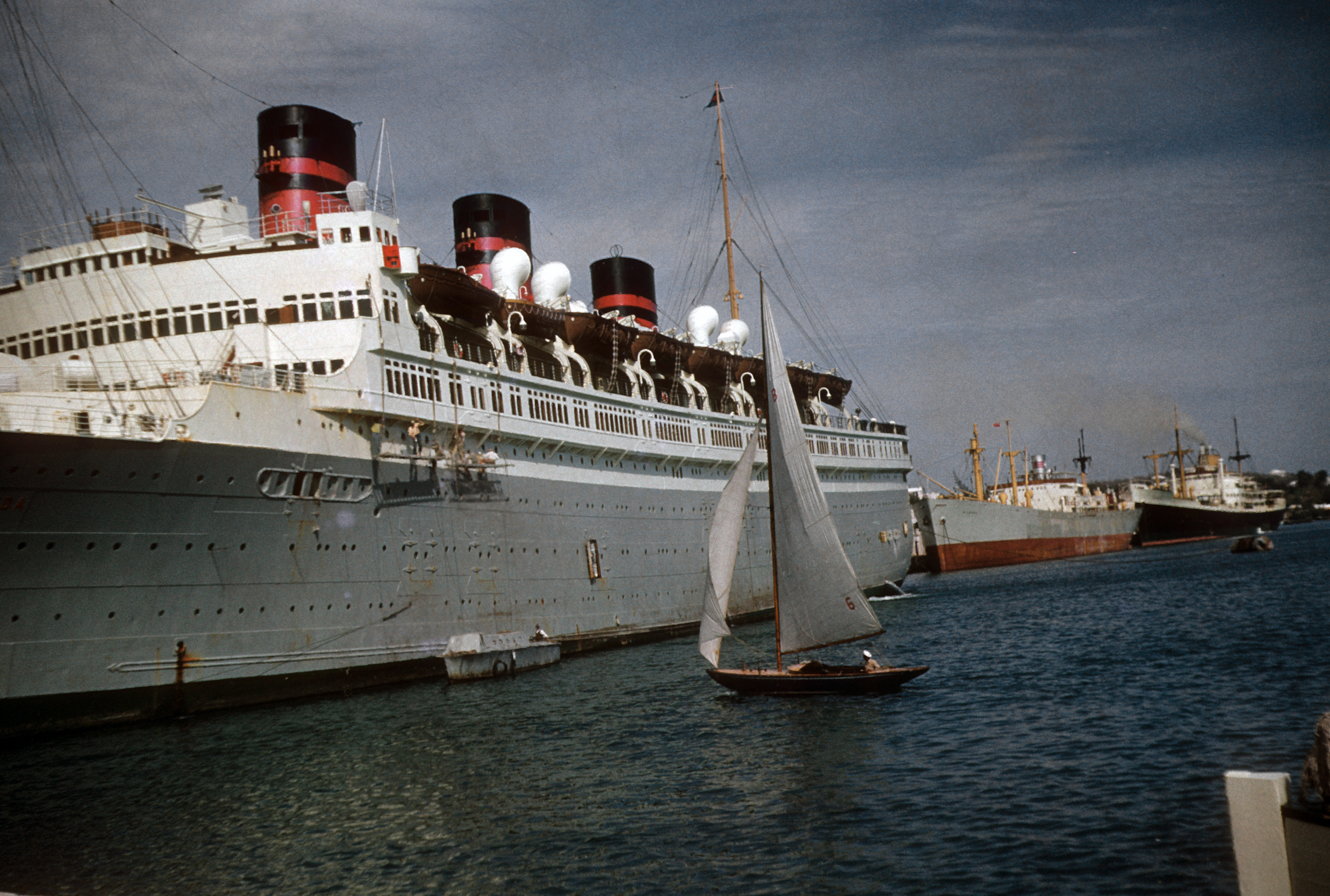
ハミルトン港に停泊するSSクイーン・オブ・バミューダ号（1952年）

20世紀の初期、バミューダはアメリカ、カナダ、イギリスからの船旅として人気の観光地となった。1930年のアメリカのスムート・ホーリー関税法（自国品保護のため輸入品に関税を課すもの）は、かつて繁栄していた農産物の輸出を終焉に導き、代替の収入源として観光開発を促進させることとなった。アメリカの禁酒法時代、バミューダは違法な酒の密輸の拠点のひとつであった。
1920年代に鉄道が建設され、1931年にバミューダ鉄道として開業したが、経営の悪化により1948年に廃線となった。現在は、バミューダ・レイルウェイ・トレイルとして運行されている。
1930年、幾度かの失敗の後、スティンソン・エアクラフトの水上機がニューヨークからバミューダへ飛行し、初めて飛行機でバミューダへ渡ることに成功した。1936年、ドイツ・ルフトハンザは、ベルリンからアゾレス諸島を経由して、ニューヨークまで水上機を継続飛行させる実験を開始した。
1937年、インペリアル・エアウェイズとパンアメリカン航空は、ニューヨークとボルチモアからデロル島へ向かう飛行艇の定期運航を開始した。第二次世界大戦時には、ハミルトン・プリンセスホテルは検閲所となった。ヨーロッパ、アメリカ、極東へ向かうすべての手紙、ラジオ、電信は英国安全保障調整局（BSC）の一部門である帝国検閲局の1,200人の職員によって検閲された後、目的地へと送られた。BSCはFBIと緊密に連携し、アメリカで活動する枢軸国のスパイを発見し、逮捕する役割を担っていた。
1948年、キンドレイ・フィールド（現在のバミューダ国際空港）に着陸する民間航空機の定期運航が始まり、1960年代から1970年代にかけての観光の発展を後押しした。しかし1970年代後半になると、観光に代わって国際的なビジネスがバミューダ経済の主要分野となった。
海軍造船所と付随する軍の駐屯地は、20世紀半ばまでバミューダ経済にとって重要なものであった。相当な量の建築資材に加え、食料や他の物資を現地で調達する必要があったためである。第二次世界大戦の初期には、海軍の航空基地や潜水艦基地など、アメリカの軍事施設もバミューダに設置され、アメリカ軍の駐留は1995年まで続いた。
1960年代には、普通選挙と二大政党制が導入された。普通選挙は1967年にバミューダの憲法に採用されたもので、それ以前は一定の財産を所有する富裕層のみが投票権を有していた。
1973年3月10日、総督のリチャード・シャープレスが黒人公民権運動による情勢不安の最中、過激派によって暗殺された。イギリスからの独立を目指す動きも何度かあったが、1995年に行われた独立を問う住民投票では決定的に否決された。

## 政治
国家元首は、イギリス国王であり、バミューダ総督が代行する。外交と防衛はイギリスが責任を有する。イギリスの海外領土であるが、自治権と独自の議会が認められており、首相が議会で選出され、総督が任命する。議会は、二院制。上院は、全11議席で、総督、首相、野党が指名。下院は、全36議席で、民選、任期5年。前回選挙は、2020年10月に行われ、進歩労働党 (PLP) が30議席、バミューダ統一党 (UBP) が6議席獲得した。

## 地方行政区分
9つの行政教区（村）に分かれる。ウォーウィック、サウスハンプトン、サンディ、スミス、セント・ジョージ、デボンジア、パゲット、ハミルトン、ペンブロク。
地方公共団体は、行政首都ハミルトン市と世界遺産でもあるセント・ジョージ町の2つ。

## 地理

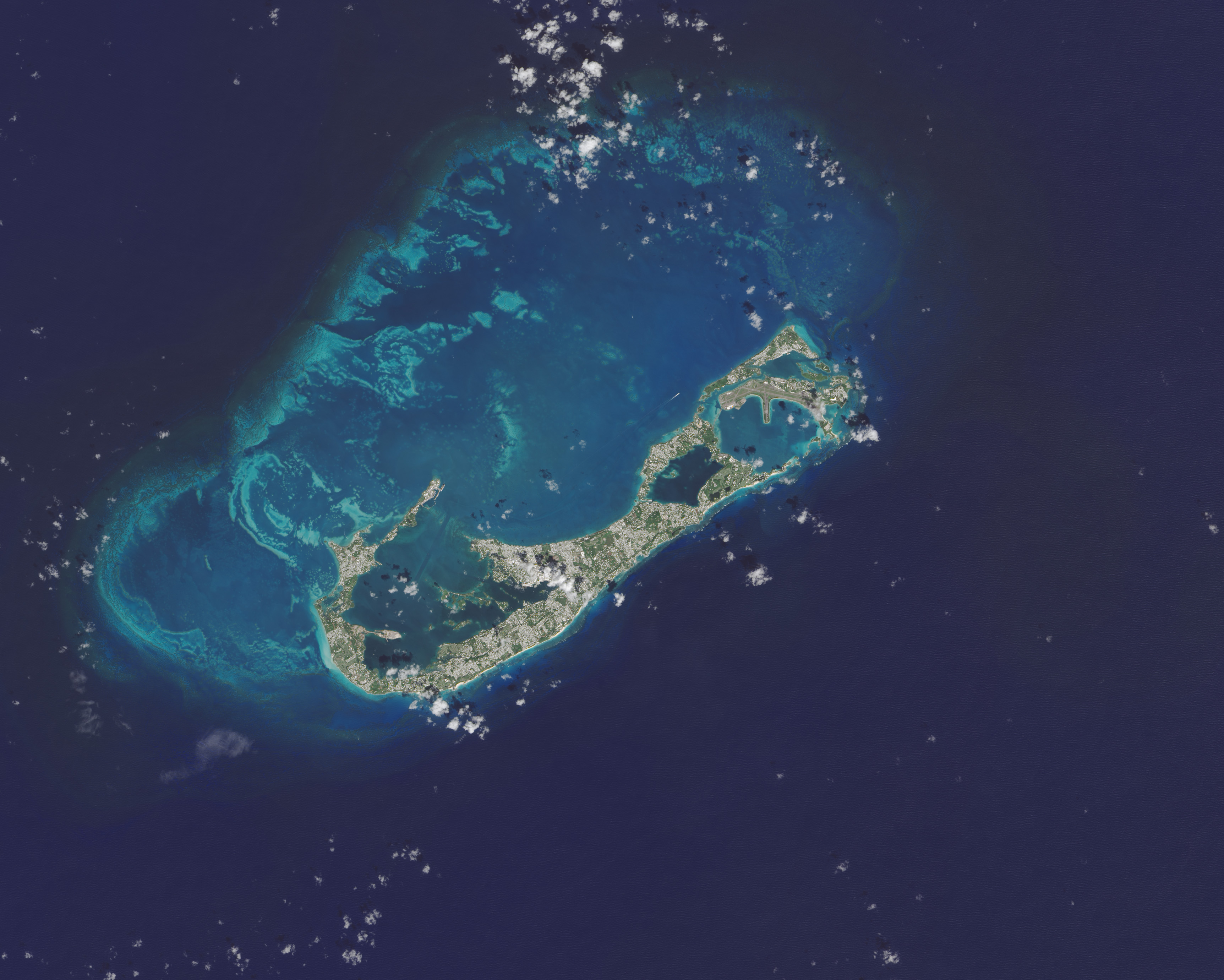
バミューダ諸島

約150の珊瑚礁と岩礁からなる。最も大きい島は、中心に位置する面積約39km2のバミューダ島。その周りにセント・ジョージ島、サマーセット島、アイルランド島があり、他は非常に小さな島である。これらを総称して、バミューダ諸島とよぶ。川や淡水湖はないが、降雨に恵まれている。
バミューダ島にはガマ属のホソバヒメガマ、スゲ属のCarex bermudiana、サダソウ属のPeperomia septentrionalis、オトギリソウ属のHypericum hypericoides、ムカシヨモギ属のErigeron darrellianus、ヒトモトススキ属やシダ類のAdiantum bellum、コケ類のCampylopus trachyblepharonなどの植物の生える淡水沼地、海沿いの干潟、塩性湿地、汽水湖、アメリカヒルギとブラックマングローブのマングローブ、バミューダシダーとバミューダサバルの泥炭地林など多様な地形がある。動物はカダヤシ、Fundulus bermudae、アメリカウナギ、ヨーロッパウナギなどの魚類、バン、オビハシカイツブリ、アメリカサンカノゴイ、ヒメアカクロサギ、アメリカガモ、ミズカキチドリ、アメリカササゴイ、ミノゴイ、アメリカヤマセミ、メジロモズモドキの亜種の Vireo griseus bermudianus およびオオキアシシギを含むクサシギ属、オオハシシギ属などの鳥類、Plestiodon longirostrisなどの爬虫類、オカガニのCardisoma guanhumi、オカヤドカリのCoenobita clypeatusなどの甲殻類、アメリカタテハモドキの固有亜種の Junonia coenia subsp. Bergi などの昆虫類やチャウダーガイなどの軟体動物が生息している。ペンブローク沼地、スピッタル池自然保護区、ウォーウィック池、パジェット沼地自然保護区とマングローブのあるハングリー湾自然保護区の5か所のラムサール条約登録地がある。

### 気候
気候は亜熱帯海洋性で温暖な気候である。平均気温は約22℃で、冬は16℃～17℃、夏は26℃位である。夏場は30℃を越す日もある。雨は年間を通して降り湿度も高い。
しばしばバミューダトライアングルは魔の海域として取り上げられるが、実際はバミューダ島の近海は岩礁や浅瀬が多いために、船が岩礁に接触、あるいは衝突によって沈没する事故が起きやすい場所となっているだけである。

## 経済
通貨のバミューダ・ドルは、USドルと等価であり、両者間の為替レートは、1バミューダドル＝1 USドルで固定されている。島内では、USドル紙幣で買い物をすることも可能である。ただし、お釣りはバミューダ・ドルで返ってくる。
バミューダ証券取引所では、USドルによって取引が行われている。
観光業が盛んな一方、タックス・ヘイヴンとして米国内はもとより世界的に有名であり、2017年11月のパラダイス文書により租税回避目的でAppleなどの国際的巨大企業や有名人などが税逃れを続けていた事実が発覚し問題となっている。

## 交通
空港はバミューダ国際空港がある。島内の陸上交通は、タクシー又はバスとなる。自動車の通行区分はイギリス本土と同じ左側通行である。

## 住民
住民の60%が黒人である。残りのほとんどが白人で、混血のムラートもいる。
公用語は英語とポルトガル語、宗教はプロテスタントがほとんどで多種の宗派があり、カトリックもある。

## スポーツ
バミューダ諸島には独自のオリンピック委員会が存在している。雪が降らない上に氷点下になることもないが、夏季オリンピックとともに冬季オリンピックにも出場している。また、冬季オリンピックの開会式においてもバミューダショーツを着用することで知られる。
2020年東京オリンピックでは、女子トライアスロンでフローラ・ダフィーが金メダルを獲得し、夏季オリンピックの金メダリストを輩出した最も小さな地域となった。

### サッカー
バミューダ諸島ではサッカーが圧倒的に1番人気のスポーツとなっており、1963年にはサッカーリーグのバミューディアン・プレミアディビジョンが創設された。バミューダサッカー協会によって構成されるサッカーバミューダ諸島代表は、これまでFIFAワールドカップには未出場となっている。しかし、CONCACAFゴールドカップには2019年大会で悲願の初出場を果たした。

### クリケット
クリケットも非常に人気のあるスポーツである。初めてクリケットがプレーされたのは1844年と記録されている。バミューダ・クリケット・クラブは1845年に設立され数多くの国際試合が行われたが、クリケット人気が本格的に高まったのは第二次世界大戦以降である。バミューダクリケット管理委員会は1966年に国際クリケット評議会に準会員として加盟した。その後バミューダ代表は、ICCトロフィーを含む幅広い国際大会に参加してきた。最大の功績の一つとして2006年のICCアメリカズカップの優勝が挙げられる。クリケットというスポーツを利用して青少年の心身の健康を改善するための包括的な青少年育成プログラムを行なっている。

## ギャラリー

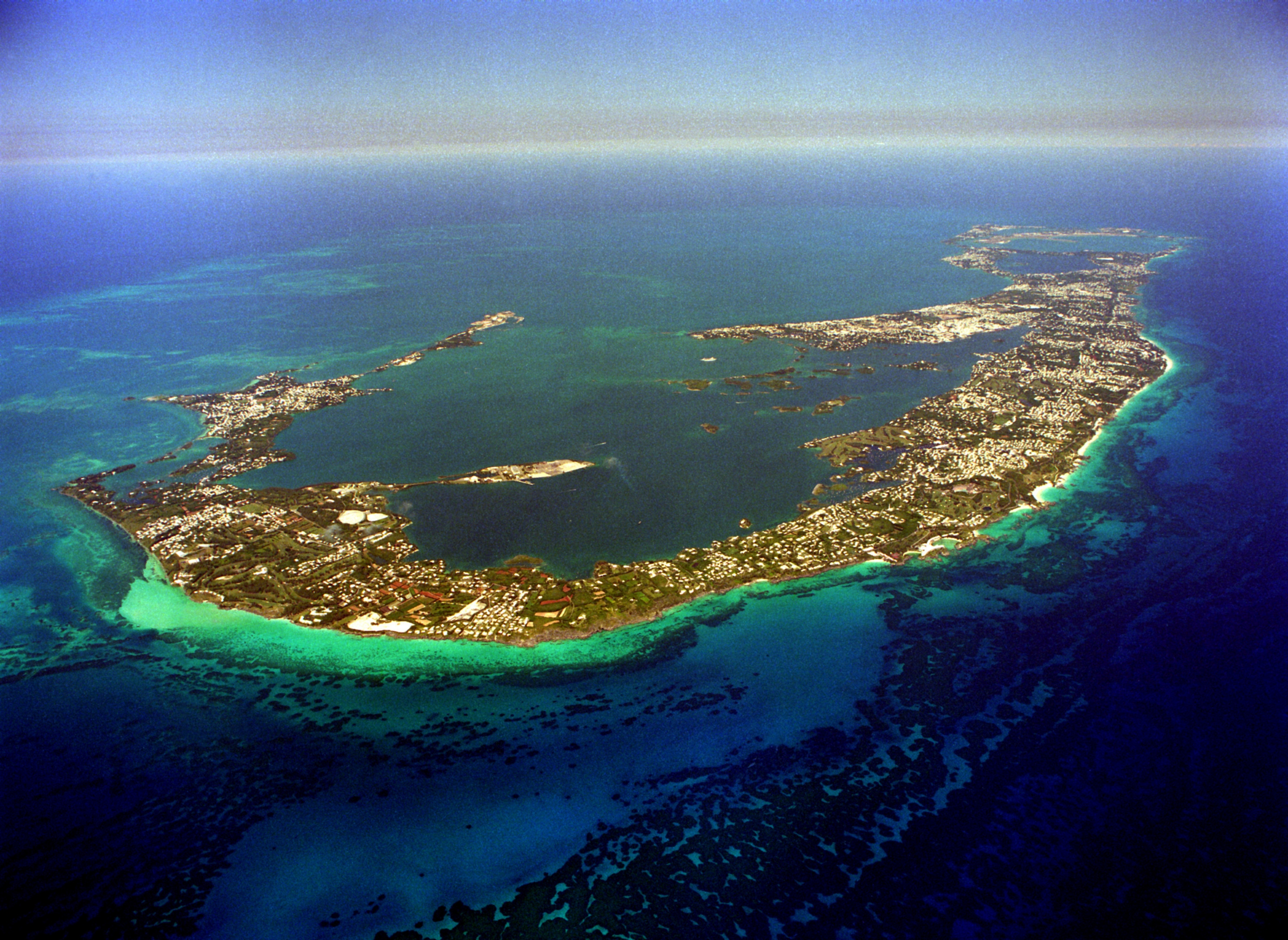
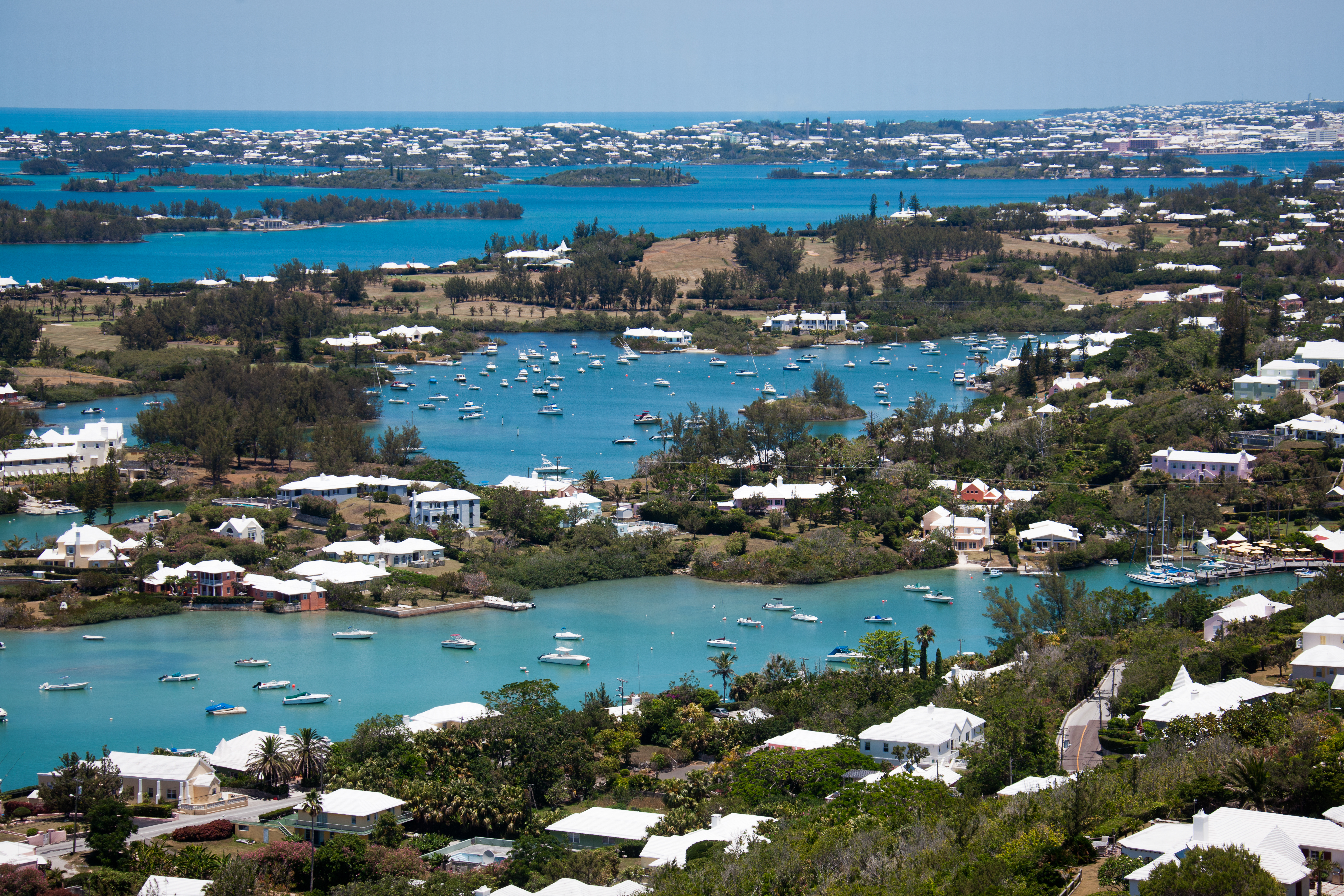
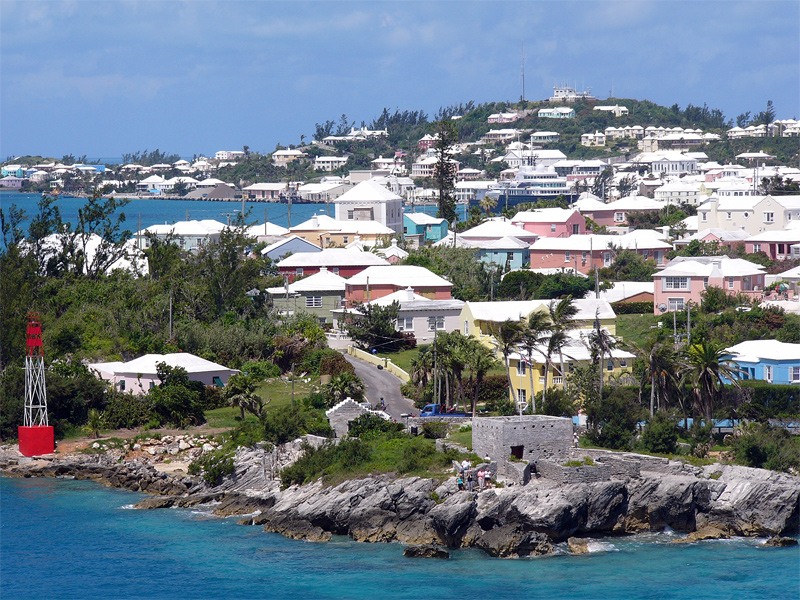
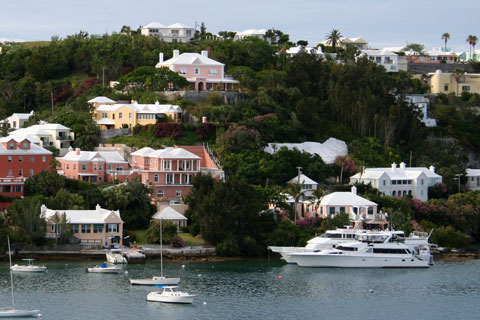
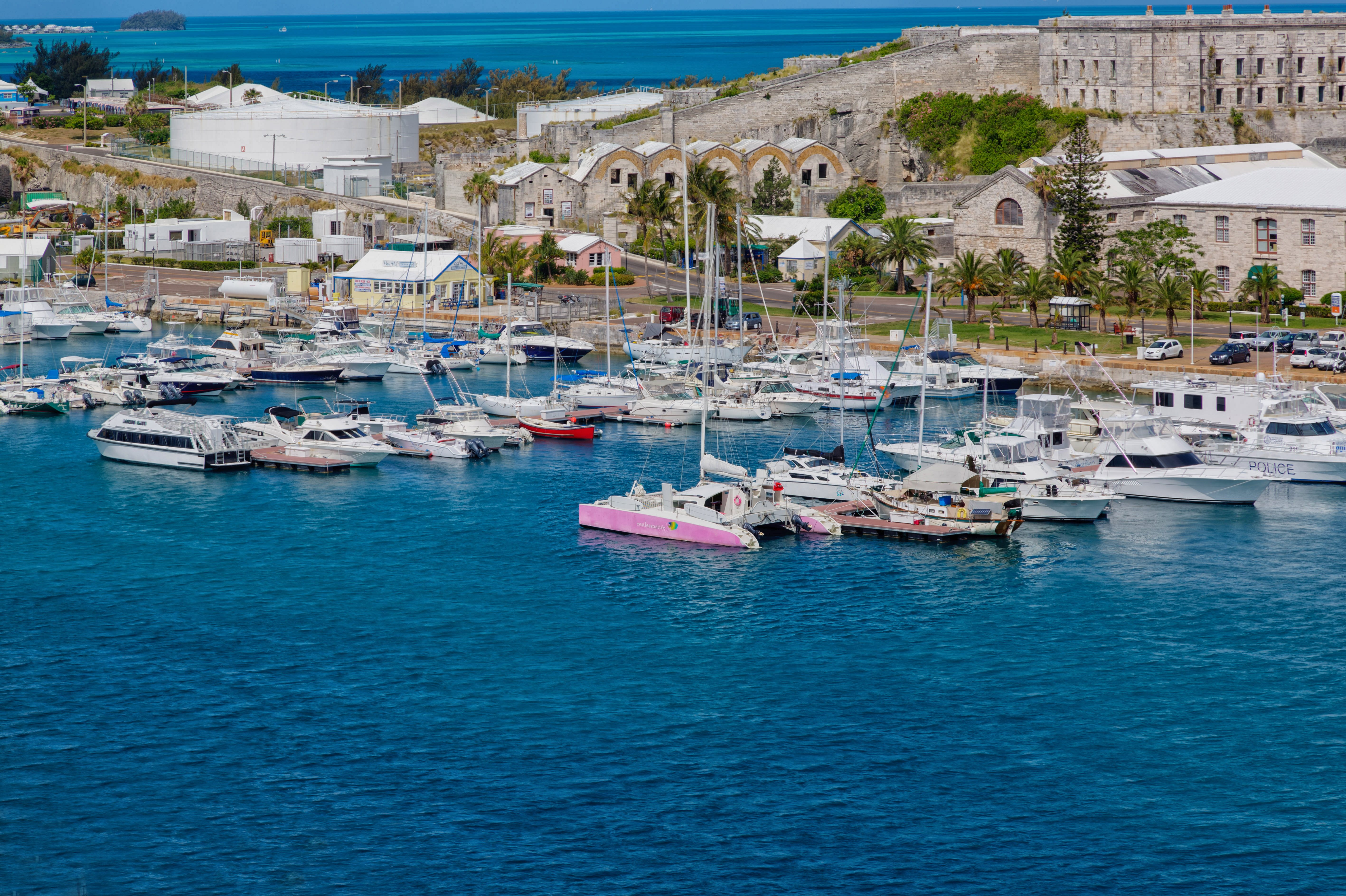
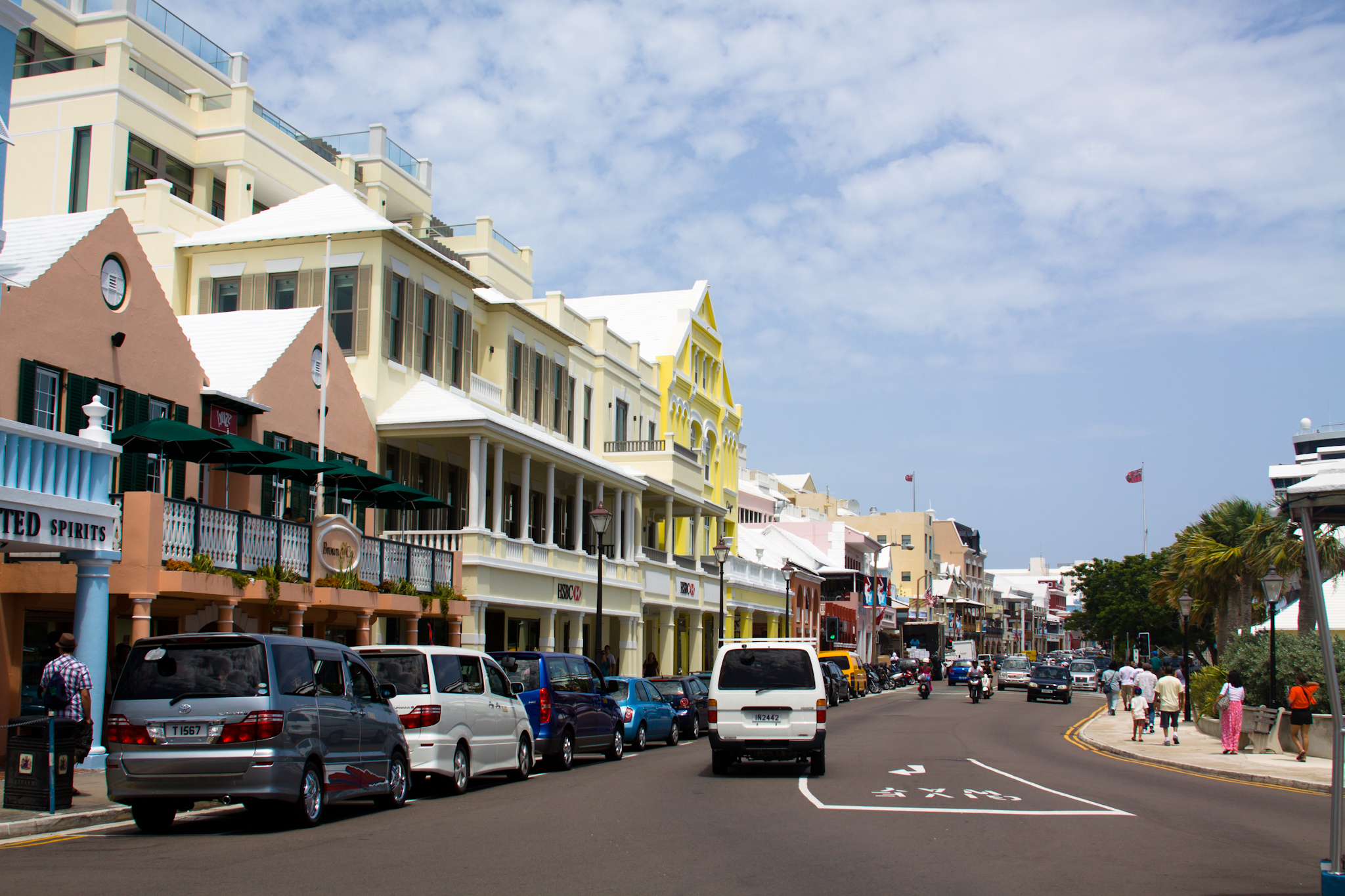
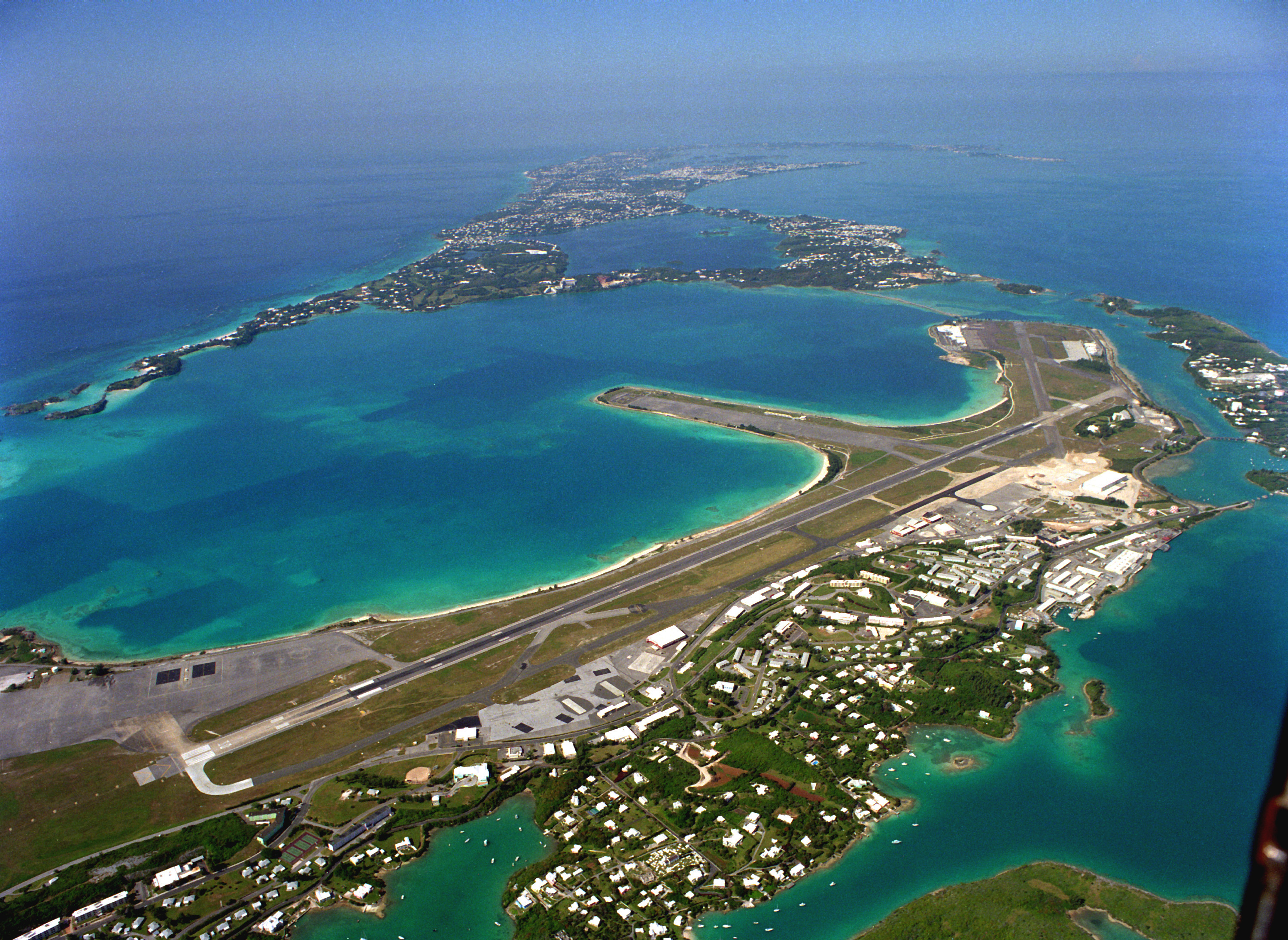
バミューダ国際空港
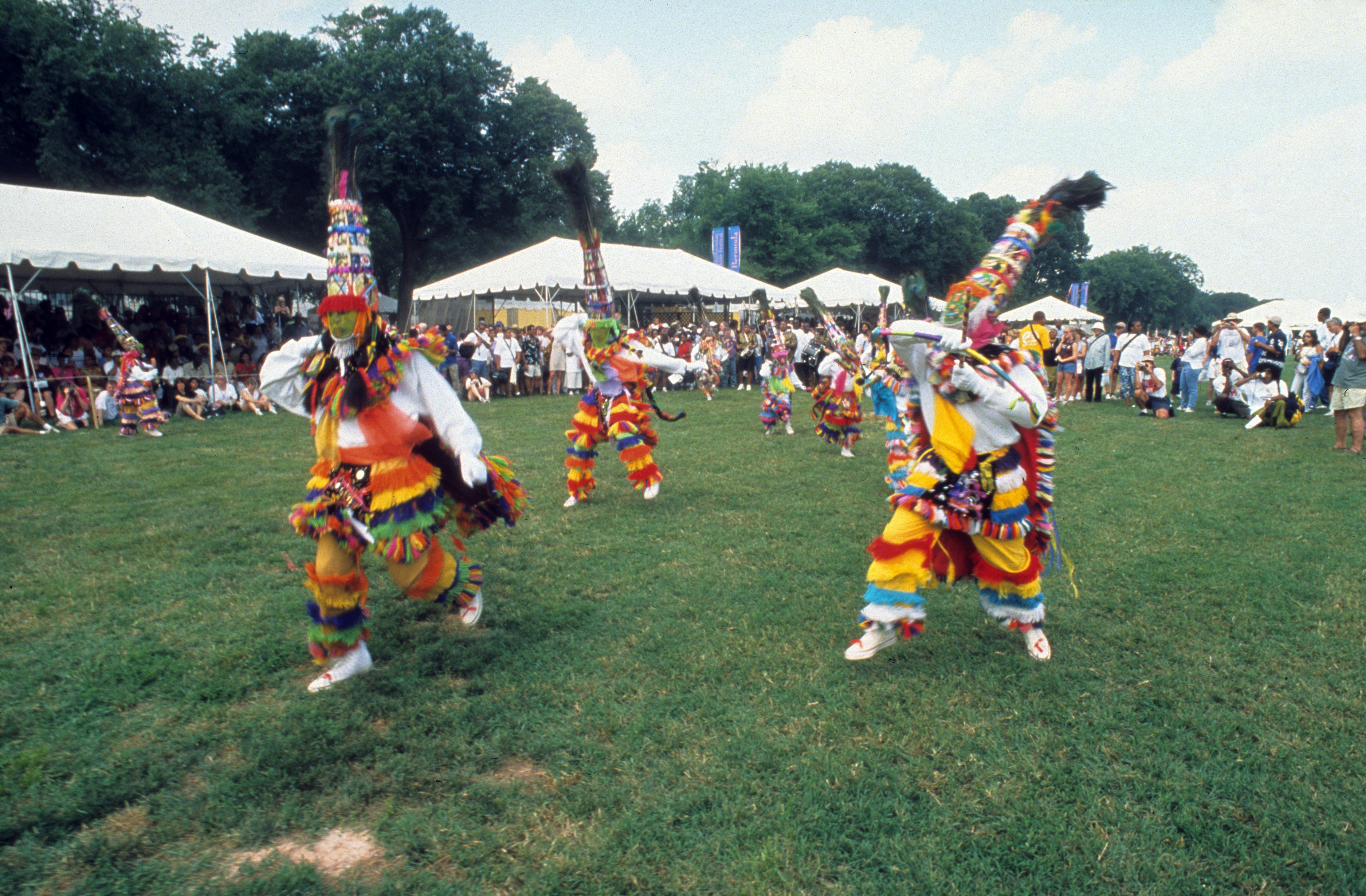
バミューダの伝統的な踊り「ゴンベイダンス」